# CIG Pannonia
CIG Pannónia (CIG Pannonia Eletbiztosito Nyrt)  ist ein ungarisches Unternehmen, das seinen Sitz in Budapest hat und im Versicherungssektor tätig ist.
Das Unternehmen bietet Lebens- und Nichtlebensversicherung, Gewerbe- und Verbraucherversicherung sowie Altersvorsorgeversicherungen. Zum 31. Dezember 2011 betrieb das Unternehmen vier hundertprozentige Tochtergesellschaften, darunter CIG Pannonia EMABIT Ltd, Pannonia Biztositaskozvetito LLC und Pannonia PI-ETA LLC, alle mit Sitz in Ungarn, sowie TISIA Expert Srl mit Sitz in Rumänien.

## Geschichte
Am 26. Oktober 2007 wurde das Unternehmen gegründet. Der ursprüngliche Name war CIG Central European Insurance Company. CIG wurde von der US-amerikanischen Investment-Bank Lehman Brothers unterstützt.
Am 1. Januar 2010 änderte das Unternehmen seinen Namen in CIG Pannonia Life Insurance Ltd. Später in diesem Jahr nahm der Versicherer seine Tätigkeit als Aktiengesellschaft auf. Die Aktien des Unternehmens sind an der Budapester Börse notiert und im ungarischen Aktienindex BUX enthalten. Der erste Handelstag war der 8. November 2010.
Der erste Schritt in der regionalen Expansion des Unternehmens war der Verkaufsstart seiner Produkte in Rumänien im Mai 2009. Im September 2010 begann das Unternehmen auch mit dem Verkauf in der Slowakei.
Im April 2012 hat CIG einen grenzüberschreitenden Service in Polen im Bereich Nichtlebensversicherungen eingeführt. Auf Polen folgten 2013 die baltischen Länder. Das Unternehmen setzte seine grenzüberschreitenden Dienstleistungen im Nichtlebensbereich im September 2014 in Italien und im September 2017 in Spanien fort.